# Reptile Ride
Reptile Ride è il terzo album in studio del gruppo death metal finlandese Amoral, pubblicato nel 2007.

## Tracce
1. Leave Your Dead Behind – 5:00
2. Nervasion – 4:27
3. Hang Me High – 3:11
4. Mute – 4:32
5. Few and Far Between – 5:44
6. Snake Skin Saddle – 4:20
7. D-Drop Bop – 3:08
8. Apocalyptic Sci-Fi Fun – 5:39
9. Pusher – 5:44

## Formazione
- Niko Kalliojärvi - voce
- Erkki Silvennoinen - basso
- Ben Varon - chitarra
- Silver Ots - chitarra
- Juhana Karlsson - batteria